# Njebi (B.50) jezici
Njebi (B.50) jezici podskupina od (4) bantu jezika koji pripadaju sjeverozapadnoj skupini u zoni B u Gabonu i Kongu. Predstavnici su: 
- duma ili adouma [dma], 9.840 (2000) blizu Lastourvillea u Gabonu
- njebi ili bandzabi [nzb], 135.100 u Gabonu i Kongu
- tsaangi ili icaangi [tsa], 22.210 u Kongu i Gabonu.
- wandji [wdd], 10.500 (2000) u Ogooue-Lolo i Haut Ogooue, Gabon.

Sjeverozapadne bantu jezike u zoni B čine s podskupinama kele (B.20) (10), mbere (B.60) (6), myene (B.10) (1), Sira (B.40) (7), teke (B.70) (12), Tsogo (B.30) (5), yanzi (B.80) (6) i neklasificiranim jezikom molengue [bxc].

## Vanjske poveznice
- Ethnologue (14th)
- Ethnologue (15th)